# Église de l'Ascension de Dren
Pour les articles homonymes, voir Église de l'Ascension.
L'église de l'Ascension de Dren (en serbe cyrillique : Црква Светог Вазнесења у Дрену ; en serbe latin : Crkva Svetog Vaznesenja u Drenu) est une église orthodoxe serbe serbe située à Dren, sur le territoire de la ville de Belgrade et dans la municipalité d'Obrenovac en Serbie. Elle est inscrite sur la liste des monuments culturels protégés de la république de Serbie (no SK 1474) et sur la liste des biens culturels de la ville de Belgrade.

## Présentation
L'église, construite en 1896, est caractéristique du style serbo-byzantin qui, inspiré de celui de la Serbie médiévale, s'est développé à partir de la fin du XIXe siècle ; plus précisément, elle s'inspire de l'école rascienne.
Elle est constituée d'une nef unique, dotée d'une voûte en berceau, et prolongée par une abside demi-circulaire à l'intérieur qui se présente comme une structure à cinq pans à l'extérieur. La façade occidentale dispose d'un porche couvert par un auvent soutenu par deux colonnes et surmonté par une petite rosace en pierre. Quatre piliers sont répartis aux quatre coins de l'église. Autrefois polychromes, les façades sont aujourd'hui enduites de plâtre blanc. Le clocher a été construit à l'écart de l'édifice principal.

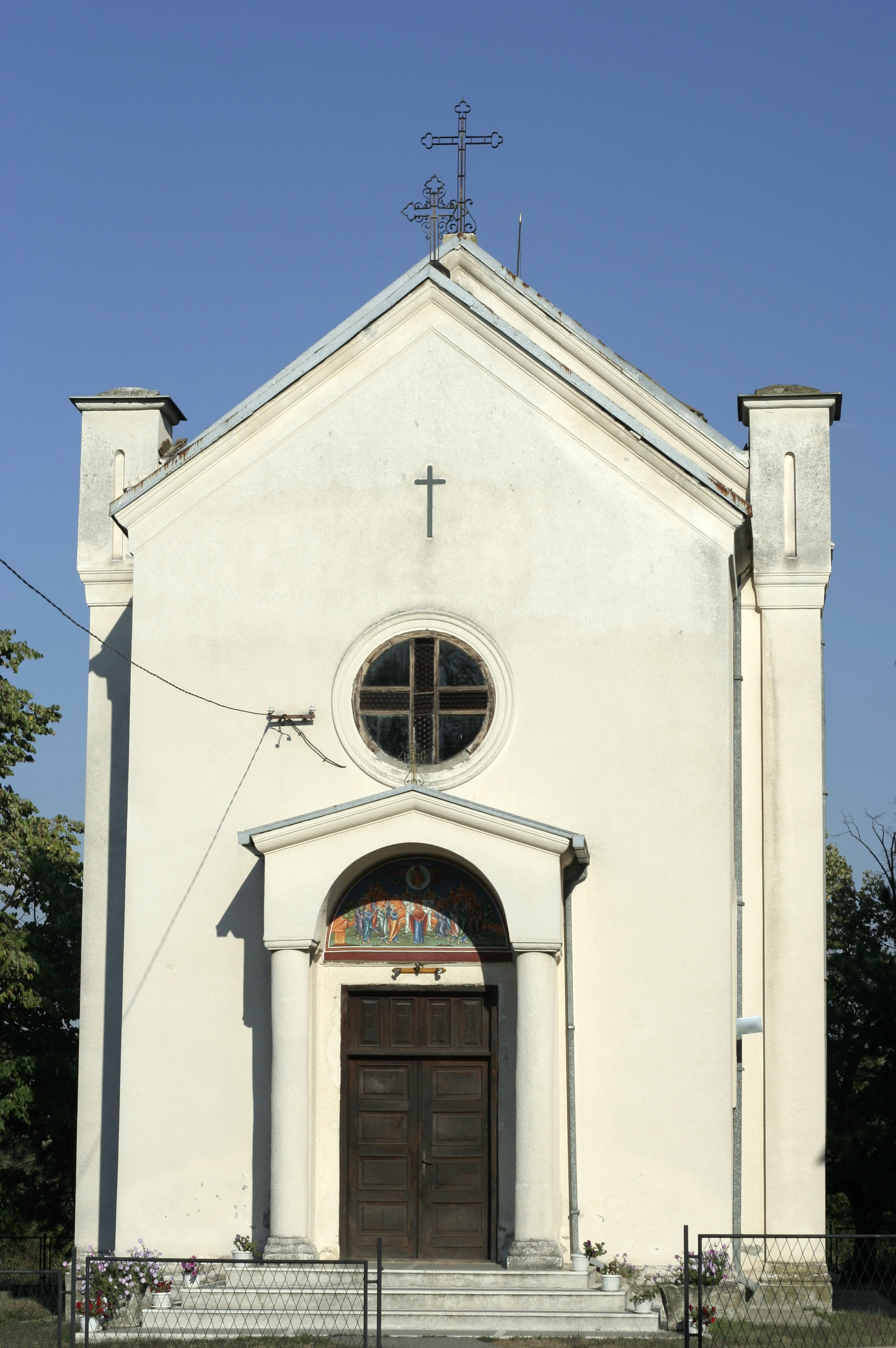
La façade occidentale

À l'intérieur, l'iconostase, de style classique, a sans doute été peinte par un artiste russe dont on ne connaît pas l'identité.